# Pelocoris carolinensis
Pelocoris carolinensis är en insektsart som beskrevs av Torre-bueno 1907. Pelocoris carolinensis ingår i släktet Pelocoris och familjen vattenbin. Inga underarter finns listade i Catalogue of Life.